# Балансировка камней

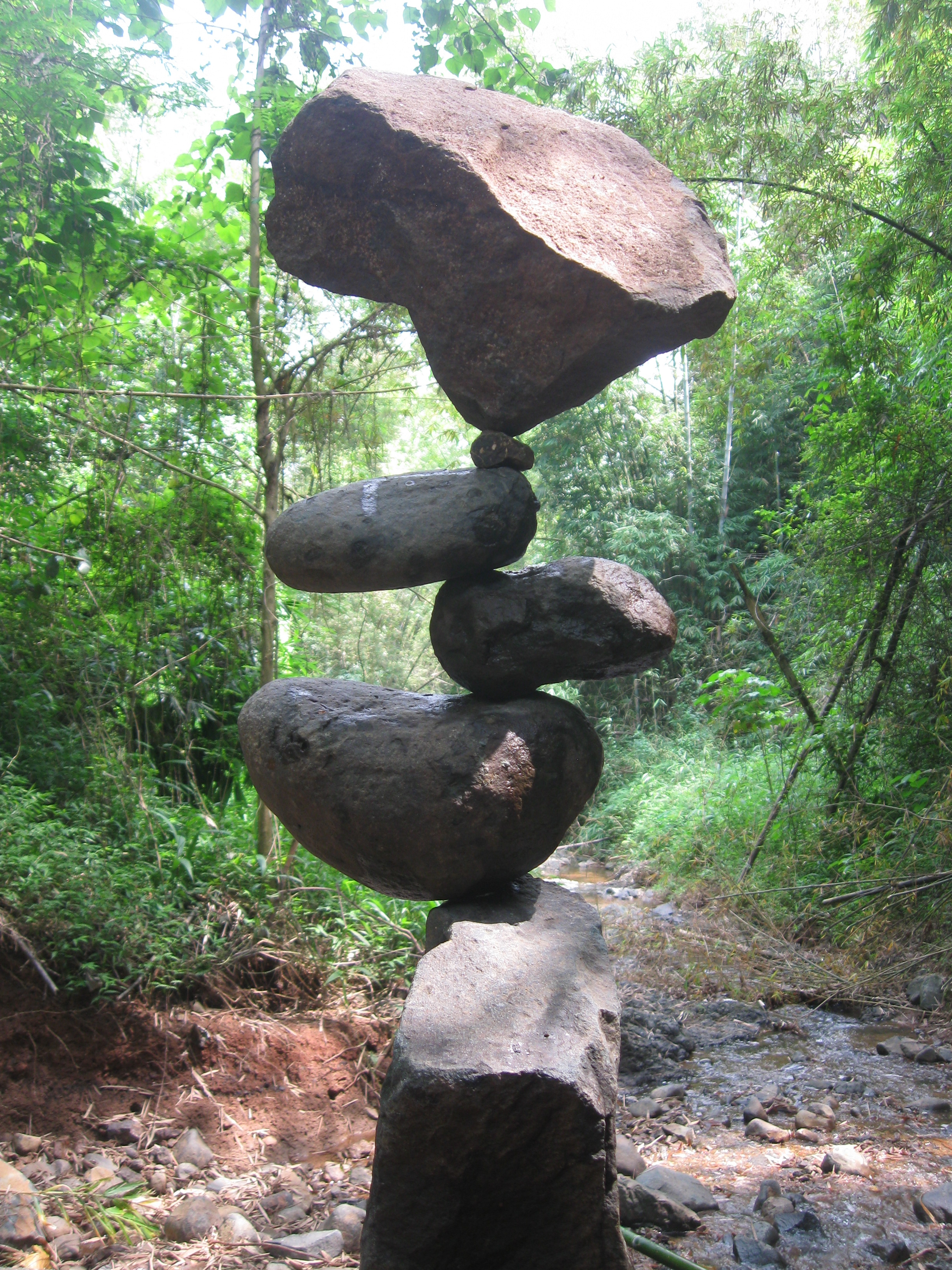
Балансировка камней; противовес (см. стили): третий сверху камень не падает влево т.к. два верхних опираются справа от точки его опоры

Балансировка камней (англ. rock balancing; искусство равновесия, рок-балансировка) — умение (навык, хобби) располагать природные камни друг на друге сбалансированным образом. Использование клея, тросов, подпорок или колец не допускается.

## Разновидности
Балансировка камней может быть представлена в виде перформанса, фотографий, спектакля или обряда, в зависимости от аудитории. По сути, она предполагает размещение определённого сочетания камней в группы, что требует терпения и большой чувствительности, чтобы создать конструкцию, кажущуюся физически невозможной, хотя на самом деле лишь весьма маловероятную в природе. Мастера балансировки могут работать бесплатно или за плату, как индивидуально, так и в группе, и их намерения и интерпретация аудиторией могут различаться в зависимости от ситуации или места.

## Стили
- Сбалансированная укладка — меньшие плоские камни лежат на больших, образуя вертикальную конструкцию, сужающуюся кверху (самый простой вид).
- Противовес — равновесие нижних камней зависит от расположения верхних.
- Свободный стиль — смесь вышеперечисленных; может включать в себя арки и песчаник.
- Чистый баланс — каждый камень сбалансирован.

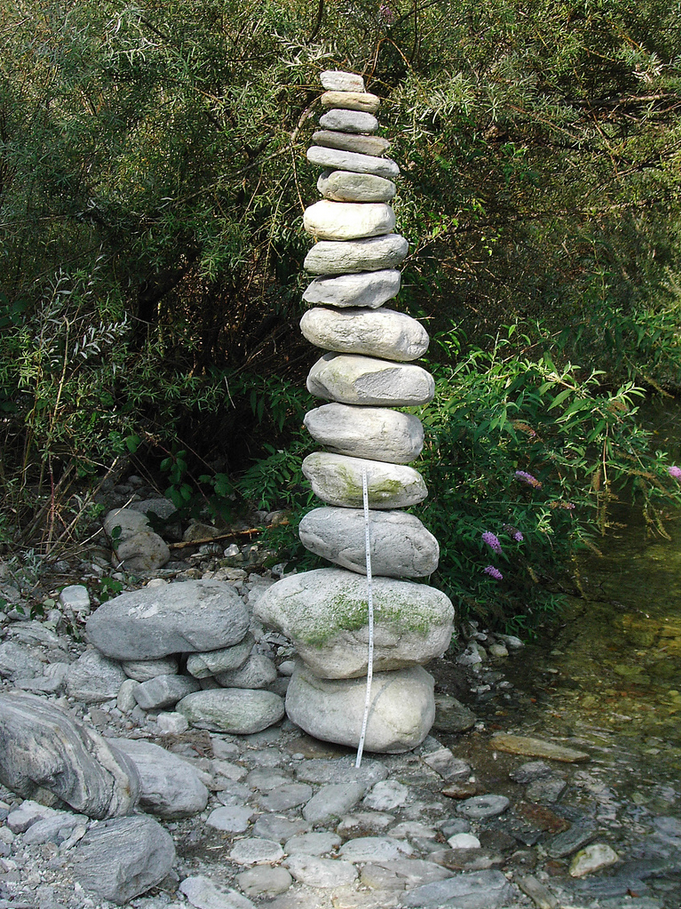
Сбалансированная укладка
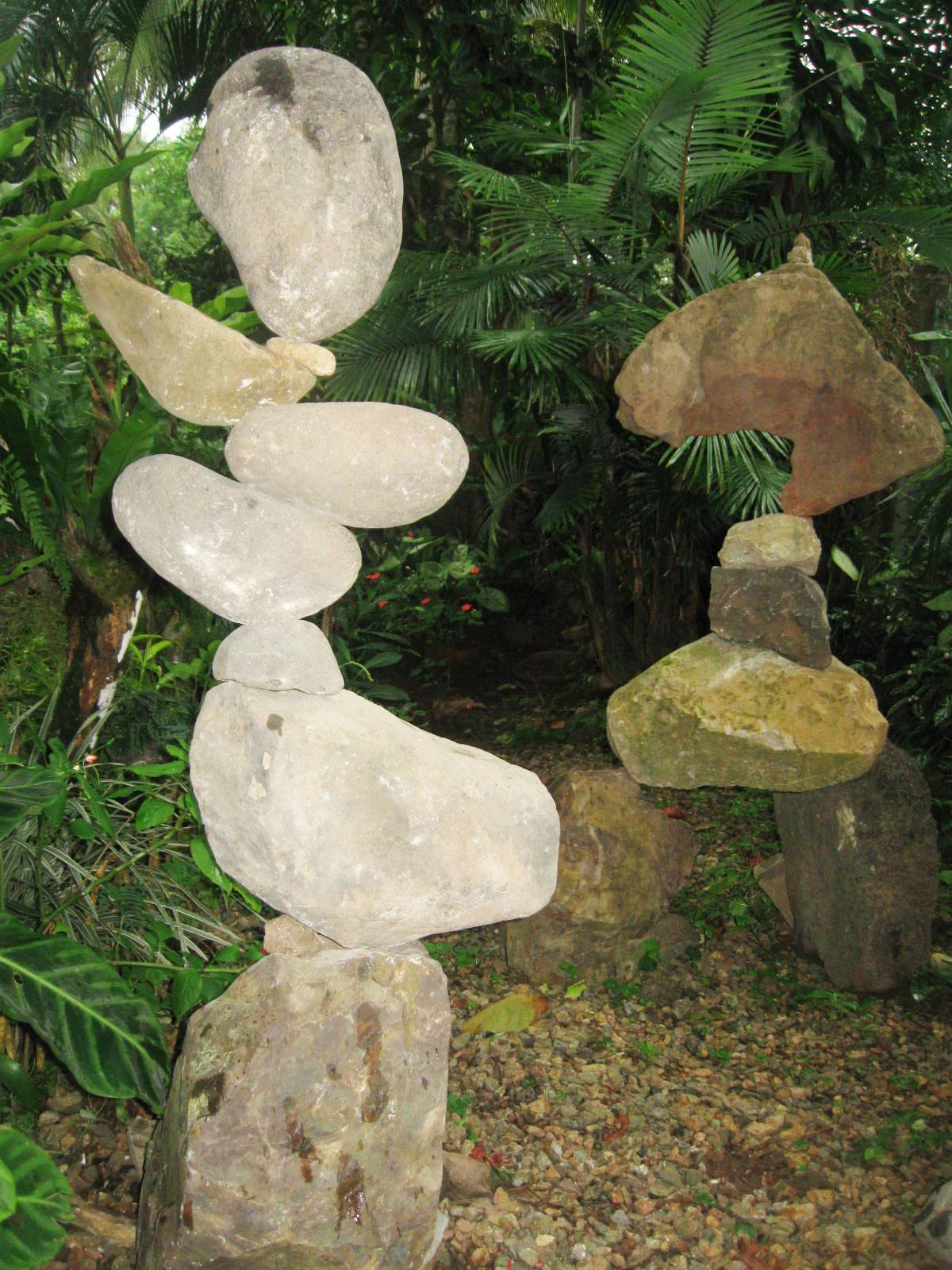
Свободный стиль
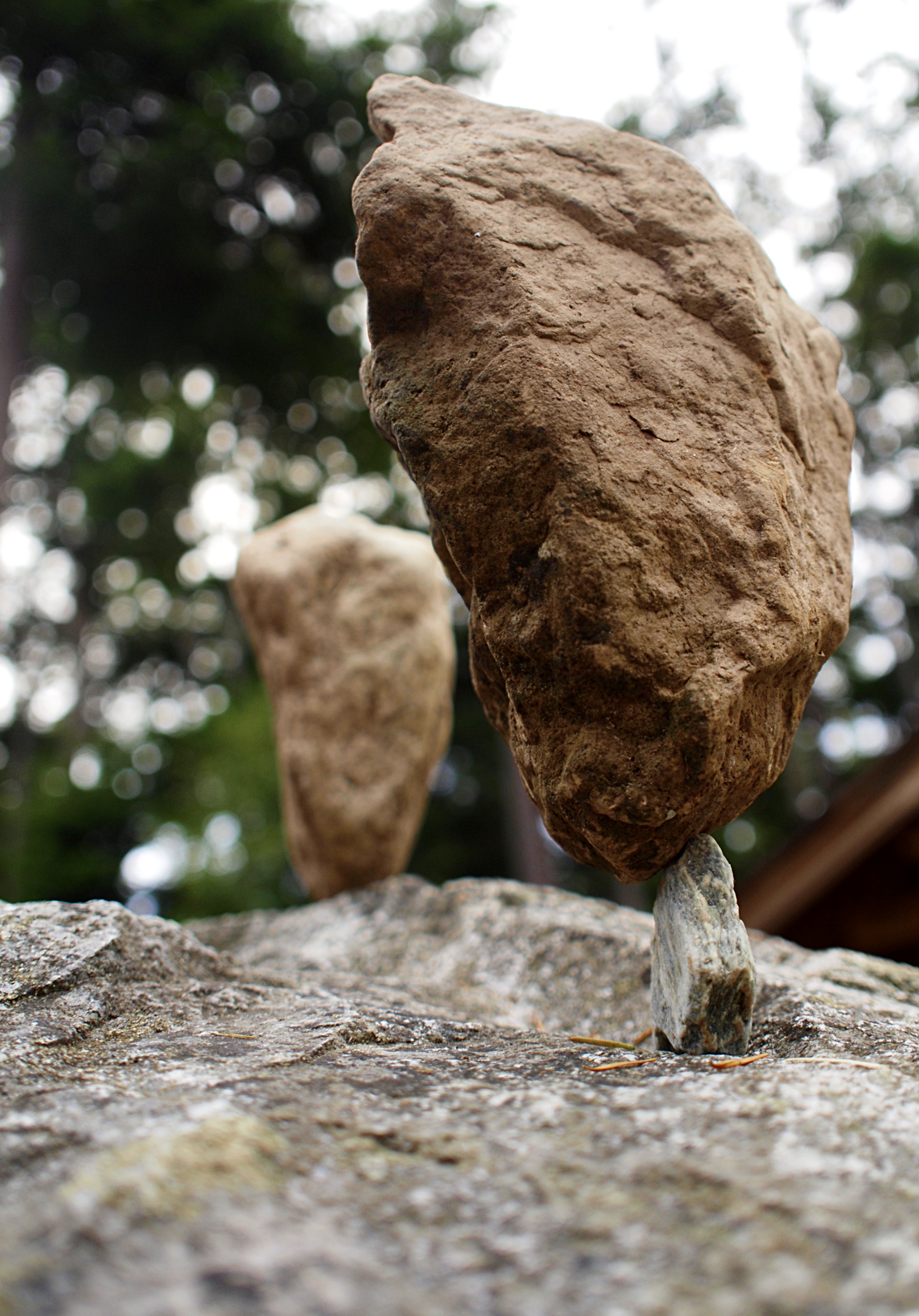
Чистый баланс

## События
Чемпионат мира по балансировке камней — ежегодное мероприятие, проводимое в Ллано (штат Техас). Соревнования проводятся в дисциплинах: Высота, Баланс, Арки и Артистизм.
В Гренвелдж-парке, на берегу реки Ллано, в одном квартале от исторического центра города проходит World Rock Stacking Competition, как часть фестиваля Llano Earth Art Fest, проходящего в марте.
Балансировка камней также практикуется как игра в некоторых частях Непала: игроки делают башни из плоских камней, добавляя в них камни по очереди.

## Критика
Некоторые посетители природных территорий, желающие прикоснуться к природе в её первозданном состоянии, возмущаются действиями рок-балансировщиков, особенно в общественных местах, таких как национальные парки и леса, городские парки. Идеология балансировки камней подразумевает невторжение в природу; так, известный художник-эколог Лила Хиггинс защищает рок-балансировку, полагая её совместимой с принципом «не оставлять следов», если камни используются без ущерба для дикой природы и затем возвращаются на свои исходные места. Тем не менее перемещение камней подпадает под запрет в национальных парках, если такие действия могут нанести вред флоре или фауне.